# Бонгбонг Маркос
Фердинанд Ромуалдез Маркос Млађи (Манила, 13. септембар 1957), чешће се помиње под његовим надимком Бонгбонг Маркос, филипински је политичар и председник Филипина од 30. јуна 2022. године . Као сенатор је служио од 2010. до 2016. године. Он је друго дете и једини син бившег председника и диктатора Фердинанда Маркоса и бивше прве жене Имелде Маркос.

## Биографија
Маркос млађи је 1980. године постао вицегувернер Илокос Нортеа, након што је учествовао без противљења под странком Килусанг Багонг Липунан његовог оца, који је у то време владао Филипинима под ванредним стањем. Затим је постао гувернер Илокос Нортеа 1983. године, држећи ту функцију све док његова породица није збачена са власти Револуцијом моћи народа и побегао у егзил на Хаваје у фебруару 1986. Након смрти његовог оца 1989. године, председница Коразон Акино је на крају дозволила да преостали чланови породице Маркос могу да се врате на Филипине како би се суочили са разним оптужбама. Он и његова мајка тренутно се суочавају са хапшењем у Сједињеним Државама и на њиховим територијама јер су пркосили судском налогу да плате 353 милиона америчких долара на име реституције жртвама кршења људских права у диктатури његовог оца.
Маркос је био биран за представника 2. конгресног округа Илокос Нортеа од 1992. до 1995. године. Маркос се кандидовао и поново је изабран за гувернера Илокос Нортеа 1998. године. Након девет година, вратио се на своју претходну функцију представника од 2007. до 2010. године, а затим је постао сенатор под партијом Националиста од 2010. до 2016. године. Маркос се 2015. кандидовао за потпредседника на изборима 2016. године. Са разликом од 263.473 гласа и 0,64 одсто разлике, Маркос је изгубио од представнице Лени Робредо. Као одговор, Маркос је поднео изборни протест Председничком изборном суду. Његова петиција је касније једногласно одбачена након што је пилот поновно пребројавање одабраних провинција довело до тога да је Робредо повећала предност за 15.093 додатна гласа.
Године 2021, Маркос је најавио да ће се кандидовати за председника Филипина на изборима 2022. под Савезном странком Филипина. Његова кампања наишла је на критике од стране проверивача чињеница и дезинформација, који сматрају да је његова кампања вођена историјским негационизмом који има за циљ реновирање бренда Маркосове фамилије и омаловажавање његових ривала. Његов тим је такође оптужен да је осветљавао кршење људских права и пљачку до којих је дошло за време председниковања његовог оца. The Washington Post је приметио како је историјски дисторзионизам Маркосових био у току од 2000-их, док је The New York Times навео његова уверења о пореским преварама, укључујући његово одбијање да плати порез на имовину своје породице и погрешно представљање његовог образовања на Универзитету у Оксфорду. Маркос је на председничким изборима убедљиво однео највиши број гласова и тиме ће постати председник у јуну 2022. године.